# Allan McLeod Cormack
Allan M. Cormack (Johannesburgo, Sudáfrica; 23 de febrero de 1924-Winchester, Massachusetts, Estados Unidos; 7 de mayo de 1998) fue un físico estadounidense de origen sudafricano.

## Biografía
Nació en Johannesburgo el 23 de febrero de 1924. Hijo de escoceses emigrados a Sudáfrica antes de la Primera Guerra Mundial, después de la muerte de su padre la familia se trasladó a la Ciudad del Cabo (1936), donde cursó el bachillerato en el Rondebosch High School y después estudió licenciatura en física en la Universidad de Capetown en Ciudad del Cabo, Sudáfrica.

## Trayectoria
Posteriormente completó su formación investigadora en el St. John's College de Cambridge; en esa época trabajó en los Laboratorios Cavendish bajo las órdenes del profesor Otto Frisch. Entre 1950 y 1956 ejerció de profesor de Física en la Universidad de El Cabo, comenzando a investigar las posibilidades tecnológicas de los rayos X y sus posibles aplicaciones médicas.
En 1956 se trasladó a Estados Unidos para enseñar en la Universidad de Tufts en Medford Massachusetts, al frente de cuyo departamento de Física estuvo entre 1968 y 1976. En 1957 fijó su residencia en Winchester (Massachusetts); allí vivió desde entonces con su esposa, Barbara Scavey, y sus tres hijos, Margaret, Jean y Robert. Obtuvo la nacionalidad estadounidense en 1966.
Desde 1963, Cormack desarrolló teórica y experimentalmente la visualización de tejidos biológicos blandos mediante radioisótopos. La tomografía axial computerizada o TAC (en inglés CAT, Computerized Axial Tomography), junto con un escáner de rayos X, permite obtener un gran número de imágenes simultáneas (mediante varios emisores y detectores) que son procesadas y restituidas por el ordenador utilizando técnicas de proceso digital de señales, hasta formar una imagen de los órganos internos de alta calidad y gran utilidad para los diagnósticos médicos.
Falleció el 7 de mayo de 1998.

## Premios y reconocimientos
Obtuvo el Premio Nobel de Fisiología o Medicina en 1979, compartido con Godfrey Newbold Hounsfield, por el desarrollo y descubrimiento de la tomografía axial computarizada (TAC) y del equipo que la realiza, el escáner o tomógrafo de rayos X.
En 1990 fue galardonado con la National Medal of Science.